# Pilares del Distrito Federal
Los Pilares del Distrito Federal fue un equipo que participó en la Liga Nacional de Baloncesto Profesional con sede en la Ciudad de México, México.

## Historia
Los Pilares del Distrito Federal debutarán en el año 2009 en la LNBP.

## Jugadores

### Roster actual
- 1 Adrián Álvarez Leo
- 2 Jhovanny Eder García García
- 5 Ever Ernesto Taylor Hooker
- 6 Erik Alejandro Halgunseth Ortiz
- 7 Juan Carlos Amador Hernández
- 9 Miguel Paulino Hernández Franco
- 10 Sergio Hugo Iglesias Boca
- 11 Fidel Francisco Cervantes Díaz
- 12 Luis Felipe Díaz Rivas
- 13 Shane Daniel Thorson
- 15 Juan Pablo Escoto Hernández
- 16 Daniel Pineda Morales
- 17 Joaquín Villanueva Lozano
- 24 Javier Adán Encarnación Becerra
- 27 Rigoberto Ramírez Villanueva
- 30 Iván Martínez Cardoso
- 33 Eric Abdu Martin